# Club Baloncesto Leganés
Il Club Baloncesto Leganés è una società femminile di pallacanestro di Leganés, nella Comunità autonoma di Madrid. Milita nella Liga Femenina de Baloncesto, massima divisione del campionato di pallacanestro femminile spagnolo.